# Allium parnassicum
Allium parnassicum là một loài thực vật có hoa trong họ Amaryllidaceae. Loài này được (Boiss.) Halácsy mô tả khoa học đầu tiên năm 1904.